# Paracyclops chiltoni
Paracyclops chiltoni är en kräftdjursart som först beskrevs av G. M. Thomson 1883.  Paracyclops chiltoni ingår i släktet Paracyclops och familjen Cyclopidae. Inga underarter finns listade i Catalogue of Life.